# Panulirus guttatus
Panulirus guttatus е вид десетоного от семейство Palinuridae. Видът не е застрашен от изчезване.

## Разпространение и местообитание
Разпространен е в Американски Вирджински острови, Антигуа и Барбуда, Аруба, Барбадос, Бахамски острови, Белиз, Бермудски острови, Бонер, Британски Вирджински острови, Венецуела, Гваделупа, Гренада, Доминика, Доминиканска република, Куба, Кюрасао, Мартиника, Монсерат, Панама, Пуерто Рико, Саба, САЩ (Флорида), Свети Мартин, Сейнт Винсент и Гренадини, Сейнт Китс и Невис, Сен Естатиус, Синт Мартен, Суринам, Тринидад и Тобаго и Хаити.
Обитава крайбрежията и пясъчните дъна на океани, морета, лагуни и коралови рифове в райони с тропически климат. Среща се на дълбочина от 2 до 15 m, при температура на водата около 26,3 °C и соленост 36,2 ‰.